# Часослов
Часослов или Часловац (грч. Ωρολογιον) је богослужбена књига које са користи у православном богослужењу у храмовима. Садржи текстове молитви дневног литургијског круга, за сва дневна богослужења: полуноћница, јутрења, часова, међучасова, изобразитељних, вечерња, великог и малог повечерја, јутарњих молитава, чина ο панагији, благосиљање трпезе, канон Пресветој Богородици и молитве пред спавање. Прилагођен је чтецима и хорским певачима.
Осим молитава у Часослову су дати и Васкрсни тропари кроз свих осам гласова, кондаци, богородични, прокимени, причасна, акатисти, календар са тропарима, кондацима, прокименима, причаснима, величанијама, а такође и упутства како се читају апостоли и Јеванђеље. Часослова на свом крају садржи пасхалије, индикт и кругове месеца на основу којих се може пронаћи када ће се догодити покретни постови и празници.

## Етимологија
Часослов је добио име по служби часова које садржи. Служи као водич за читаоце и певаче у хору.
Иницијална композиција Часослова приписује се светом Сави Освећеном. Његов часослов садржао је читања свакодневних црквених служби. За касније допуне, верују се, да су најзаслужнији свети Јован Дамаскин и Теодор Студит.